# Raudnei Anversa Freire
Raudnei Anversa Freire (nacido el 18 de julio de 1965) es un exfutbolista brasileño que se desempeñaba como delantero.
Jugó para clubes como el Juventus, Oporto, Deportivo La Coruña, Os Belenenses, Gil Vicente, Castellón, Kyoto Purple Sanga, São Caetano y Paraná.

## Trayectoria

### Clubes
| Club                | País     | Año         |
| ------------------- | -------- | ----------- |
| Juventus            | Brasil   | 1985 - 1987 |
| Oporto              | Portugal | 1987 - 1988 |
| Deportivo La Coruña | España   | 1989 - 1990 |
| Os Belenenses       | Portugal | 1990 - 1991 |
| Gil Vicente         | Portugal | 1991 - 1992 |
| Guarani             | Brasil   | 1992        |
| Castellón           | España   | 1992 - 1993 |
| Santo André         | Brasil   | 1994        |
| Bahia               | Brasil   | 1994        |
| Araçatuba           | Brasil   | 1995        |
| Bahia               | Brasil   | 1995        |
| Juventus            | Brasil   | 1996        |
| Kyoto Purple Sanga  | Japón    | 1996        |
| Juventus            | Brasil   | 1997        |
| America             | Brasil   | 1997        |
| Ituano              | Brasil   | 1998        |
| São Caetano         | Brasil   | 1998        |
| Paraná              | Brasil   | 1998        |
| Portuguesa Santista | Brasil   | 1999        |
| Juventude           | Brasil   | 1999        |
| União São João      | Brasil   | 2000        |